# Capparis pubifolia
Capparis pubifolia là một loài thực vật có hoa trong họ Capparaceae. Loài này được B.S.Sun mô tả khoa học đầu tiên năm 1979.